# Preist

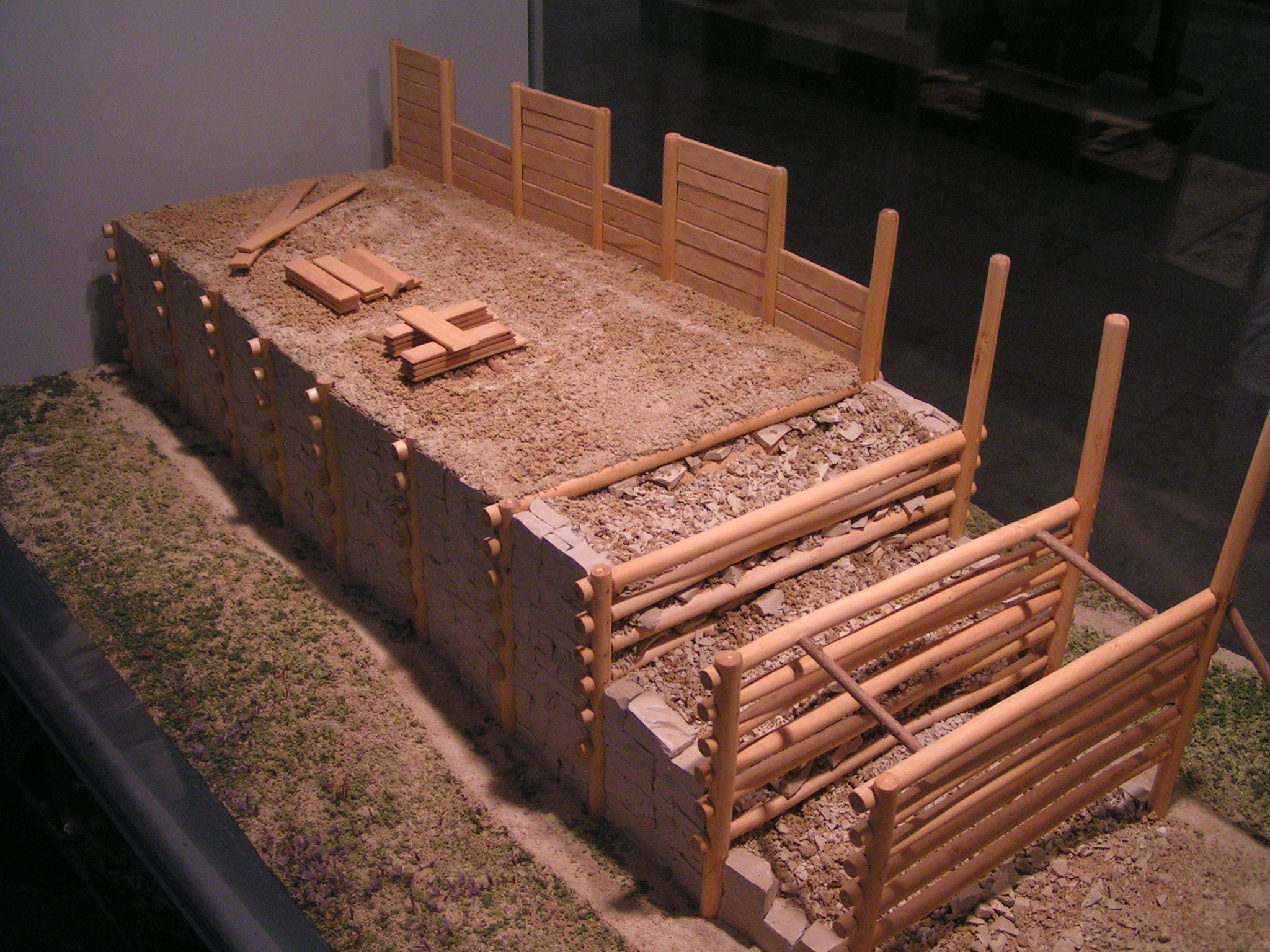
Modell einer Murus Gallicus (Bauprinzip wie bei der Burgmauer in Preist)

Preist ist eine Ortsgemeinde im Eifelkreis Bitburg-Prüm in Rheinland-Pfalz. Sie gehört der Verbandsgemeinde Speicher an und zählt zu den Orten der Fidei. Der Wahlspruch der Gemeinde Preist lautet: „Iwa Preist geht neist.“

## Geographie
Der Ort liegt in der Natur- und Kulturlandschaft der Südeifel am Heiligenbach, der kurz vor dessen Mündung in die Kyll in den Stillegraben (Schaalbach) mündet.
Zu Preist gehört der Wohnplatz Heinzkyller Mühle.

Nachbarorte sind die Stadt Speicher im Norden, sowie die Ortsgemeinden Orenhofen im Südosten, Auw an der Kyll im Südwesten und – jenseits der Kyll – Dahlem im Nordwesten.

## Geschichte
Zwischen Auw an der Kyll und Preist liegt auf einem Rotlei genannten, nach Westen gerichteten Sporn zwischen den Tälchen der Bäche Heiligenbach im Norden und Stillegraben im Süden der Ringwall von Preist. 1938 untersuchte der Prähistoriker Wolfgang Dehn den Wall und ordnete ihn zeitlich der frühen Latènezeit (450–300 v. Chr.) zu. Später prägte er für die hier zum ersten Mal beobachtete Variante einer Pfostenschlitzmauer mit einem Bruchsteinkern und beidseitiger Trockensteinmauerfassade den Begriff „Pfostenschlitzmauer vom Typ Altkönig-Preist“.
Ebenfalls für eine frühe Besiedelung des Gebiets spricht der Fund von zwei Gräberfeldern aus der Zeit der Römer. Zum einen handelt es sich um eine aus 15 Grabhügeln bestehende Nekropole nordöstlich von Preist in einem Waldgebiet und zum anderen um römische Gräber südöstlich des Ortes. Die Hügel der Nekropole weisen Durchmesser zwischen 12 und 22 m auf. Die Grabanlage liegt zudem rund 1,6 km nordöstlich einer eisenzeitlichen Befestigung.
Erstmals genannt wird der Ort unter dem Namen Bristiche in einer Verkaufsurkunde, nach der die Trierer Abtei St. Irminen 1283 einen Anteil am Zehnten erwarb. Obwohl auch das Trierer Domkapitel im heutigen Preist Besitzungen hatte, gehörte der Ort zum Irminer Hochgericht Orenhofen und wurde bis 1794 durch dessen Vögte, die jeweiligen Inhaber der Herrschaft Scharfbillig, verwaltet als Teil des Quartiers Bitburg im Herzogtum Luxemburg. Die Inbesitznahme des Linken Rheinufers durch französische Revolutionstruppen beendete die alte Ordnung. Der Ort wurde von 1798 bis 1814 Teil der Französischen Republik (bis 1804) und anschließend des Französischen Kaiserreichs. Nach der Niederlage Napoleons kam Preist aufgrund der 1815 auf dem Wiener Kongress getroffenen Vereinbarungen zum Königreich Preußen. Dort gehörte die Gemeinde zunächst zur Bürgermeisterei Auw im Landkreis Bitburg, bis diese ab 1856 mit der Bürgermeisterei Speicher zusammengelegt wurde.
Als Folge des Ersten Weltkrieges war die gesamte Region dem französischen Abschnitt der Alliierten Rheinlandbesetzung zugeordnet.
Während des Zweiten Weltkrieges am 15. August 1944 wurde der amerikanische Flieger Second Lieutenant Lester E. Reuss in Preist durch Zivilisten ermordet. Reuss war Navigator des B-17-Bombers „Bad Penny“, der im englischen Molesworth stationierten 303rd Bombardment Group. Reuss’ Bomber wurde auf dem Rückflug von einem Angriff auf den Flugplatz Wiesbaden-Erbenheim um 11.58 Uhr von deutschen Jägern des Jagdgeschwaders 300 abgeschossen, die neunköpfige Besatzung konnte sich zunächst mit dem Fallschirm retten, Reuss landete bei Preist und wurde von Zivilisten ermordet. Nach den vorliegenden Prozessunterlagen wurden vier Täter am 1./2. Juni 1945 und am 16. Juni 1945 in Ahrweiler durch eine U.S. Military Commission zum Tode durch den Strang verurteilt. Einer wurde vom Befehlshaber der 15. U.S. Armee zu lebenslanger Haft begnadigt und angeblich nach einiger Zeit wieder entlassen; die drei übrigen wurden am 29. Juni 1945 in Rheinbach gehängt. Dies gilt als der erste Fliegerprozess auf deutschem Boden. Reuss wurde zunächst in Preist beerdigt, nach Kriegsende betteten ihn die Amerikaner auf den amerikanischen Friedhof in Luxemburg um, dort befindet sich seine letzte Ruhestätte heute noch in Feld A, Reihe 6, Grab 8.
Nach dem Zweiten Weltkrieg wurde Preist innerhalb der französischen Besatzungszone Teil des 1946 neu gebildeten Landes Rheinland-Pfalz.

### Einwohnerentwicklung
1473 zählte Preist 10 Feuerstätten, 1636 waren es 15 Häuser. Erst nach dem Dreißigjährigen Krieg setzte sich anhaltendes Bevölkerungswachstum ein. 1840 bestehen 82 Häuser mit 467 Einwohnern. Die Bevölkerungszahl liegt heute bei ca. 800. Im Zuge der letzten Flurbereinigungsmaßnahme wurde beginnenden Zersiedlungserscheinungen unter anderem damit begegnet, dass durch die Anlage eines Ringweges um die Gemeinde eine äußere Eingrenzung der Bebauungsflächen markiert wurde.
Die Entwicklung der Einwohnerzahl von Preist, die Werte von 1871 bis 1987 beruhen auf Volkszählungen:
| Preist: Einwohnerzahlen von 1815 bis 2024 | Preist: Einwohnerzahlen von 1815 bis 2024 | Preist: Einwohnerzahlen von 1815 bis 2024 | Preist: Einwohnerzahlen von 1815 bis 2024 | Preist: Einwohnerzahlen von 1815 bis 2024 |
| ----------------------------------------- | ----------------------------------------- | ----------------------------------------- | ----------------------------------------- | ----------------------------------------- |
| Jahr                                      |                                           |                                           |                                           | Einwohner                                 |
| 1815                                      | 1815                                      |                                           | 288                                       | 288                                       |
| 1835                                      | 1835                                      |                                           | 479                                       | 479                                       |
| 1871                                      | 1871                                      |                                           | 524                                       | 524                                       |
| 1905                                      | 1905                                      |                                           | 519                                       | 519                                       |
| 1939                                      | 1939                                      |                                           | 663                                       | 663                                       |
| 1950                                      | 1950                                      |                                           | 703                                       | 703                                       |
| 1961                                      | 1961                                      |                                           | 729                                       | 729                                       |
| 1970                                      | 1970                                      |                                           | 797                                       | 797                                       |
| 1987                                      | 1987                                      |                                           | 666                                       | 666                                       |
| 1997                                      | 1997                                      |                                           | 721                                       | 721                                       |
| 2005                                      | 2005                                      |                                           | 712                                       | 712                                       |
| 2011                                      | 2011                                      |                                           | 695                                       | 695                                       |
| 2017                                      | 2017                                      |                                           | 745                                       | 745                                       |
| 2024                                      | 2024                                      |                                           | 734                                       | 734                                       |
| Quelle(n): statistik.rlp.de               |                                           |                                           |                                           |                                           |

## Politik

### Gemeinderat
Der Gemeinderat in Preist besteht aus zwölf Ratsmitgliedern, die bei den Kommunalwahlen am 9. Juni 2024 in einer personalisierten Verhältniswahl gewählt wurden, und dem ehrenamtlichen Ortsbürgermeister als Vorsitzendem.
Die Sitzverteilung im Gemeinderat:
| Wahl | CDU | WGW a | WGM b | WGH c | WGK d | GLP e | Gesamt   |
| ---- | --- | ----- | ----- | ----- | ----- | ----- | -------- |
| 2024 | –   | 7     | 5     | –     | –     | –     | 12 Sitze |
| 2019 | 2   | –     | –     | 7     | 3     | –     | 12 Sitze |
| 2014 | 5   | –     | –     | –     | –     | 7     | 12 Sitze |
| 2009 | 7   | –     | –     | –     | –     | 5     | 12 Sitze |
| 2004 | 5   | –     | –     | –     | –     | 7     | 12 Sitze |

### Bürgermeister
Stefan Willwerding wurde am 9. September 2024 Ortsbürgermeister von Preist. Bei der Direktwahl am 9. Juni 2024 konnte keiner der drei Kandidaten eine absolute Mehrheit erzielen. Aus diesem Grund wurde 14 Tage später, am 23. Juni 2024, eine Stichwahl abgehalten, aus der Willwerding mit einem Stimmenanteil von 60,0 % als Sieger hervorging.
Willwerdings Vorgänger Edgar Haubrich (parteilos) hatte das Amt 2014 von Peter Schilling (CDU) übernommen, der nach zwei Legislaturperioden nicht erneut angetreten war, und kandidierte nach ebenfalls zehn Jahren bei der Wahl 2024 aus beruflichen Gründen nicht nochmals als Ortsbürgermeister.

### Wappen
| Wappen von Preist | Blasonierung: „Von Silber über Blau schräglinks geteilt; vorne eine blaue Kornblume; hinten innerhalb eines goldenen Ringes ein ebenfalls goldenes Albkreuz.“ |
| Wappen von Preist | Wappenbegründung: Die Farben Silber und Blau weisen auf die ehemals luxemburgische Landeshoheit hin. Die Kornblume symbolisiert die landwirtschaftliche Wirtschaftsstruktur Preists. Das golden geringte, goldene Albkreuz steht für die alte Sankt-Cäcilia-Kapelle auf dem Kirchhof und die Patronin des Ortes. Es befindet sich auf dem Türsturz zum Turm der ehemaligen Kapelle, dem Wahrzeichen von Preist. |

## Kultur und Sehenswürdigkeiten
- Katholische Filialkirche St. Cäcilia, ein romanisierender Saalbau mit vorgelegter Westfassade von 1867/68.
- Friedhof mit Alter Kirche und dem barocken Kirchhofskreuz von 1750.
- Das ehemalige Schulhaus mit Lehrerwohnungen, ein Krüppelwalmdachbau mit Rotsandstein- und Putzflächen, errichtet 1909/10 (Schulstraße).
- Vorrömische Wallanlage und Hügelgräber
- Mehrere Quereinhäuser aus dem 18. und 19. Jahrhundert.
- Wegekreuze aus dem 17. Jahrhundert.
- Die Heinzkyller Mühle, ein stattlicher Mansarddachbau, der kurz vor 1800 entstanden ist, dabei eine Stallscheune aus dem 19. Jahrhundert (inzwischen zerfallen).
- Traditionelles Klappern von Gründonnerstag bis Karsamstag.
- Hüttenbrennen am ersten Sonntag der Fastenzeit (sogenannter Scheef-Sonntag)[30]
- Wanderrouten um Preist[31]

Siehe auch: Liste der Kulturdenkmäler in Preist